# Amarillo Challenger
L'Amarillo Challenger è stato un torneo professionistico maschile di tennis giocato su campi in cemento indoor. Faceva parte dell'ATP Challenger Series. Si è giocato con varie interruzioni tra il 1984 e il 2000 ad Amarillo, negli Stati Uniti.

## Albo d'oro

### Singolare
| Anno       | Campione        | Finalista           | Punteggio     |
| ---------- | --------------- | ------------------- | ------------- |
| 2000       | Michael Russell | Stefano Pescosolido | 7–5, 6–2      |
| 1999       | Gabriel Trifu   | Brian MacPhie       | 5–7, 6–4, 6–2 |
| 1998       | Non disputato   | Non disputato       | Non disputato |
| 1997       | Peter Tramacchi | Tuomas Ketola       | 6–4, 5–7, 6–3 |
| 1996       | Sargis Sargsian | Mark Knowles        | 7–6, 6–3      |
| 1995- 1985 | Non disputato   | Non disputato       | Non disputato |
| 1984       | Marty Davis     | Robert Seguso       | 6–4, 6–4      |

### Doppio
| Anno       | Campioni                   | Finalisti                         | Punteggio     |
| ---------- | -------------------------- | --------------------------------- | ------------- |
| 2000       | Brian MacPhie Michael Hill | Brandon Coupe Michael Sell        | 7–5, 6–2      |
| 1999       | Mike Bryan Bob Bryan       | Grant Doyle Andrew Painter        | 6–4, 6–2      |
| 1998       | Non disputato              | Non disputato                     | Non disputato |
| 1997       | Geoff Grant Mark Merklein  | Mark Petchey Andrew Rueb          | 6–2, 6–2      |
| 1996       | Maks Mirny Kevin Ullyett   | Justin Gimelstob Jeff Salzenstein | 6–3, 6–4      |
| 1995- 1985 | Non disputato              | Non disputato                     | Non disputato |
| 1984       | Marty Davis Chris Dunk     | Mike Brunnberg Bruce Kleege       | 6–4, 6–3      |